# Changbai-Gebirge
| Chinesische Bezeichnung   | Chinesische Bezeichnung |
| ------------------------- | ----------------------- |
| Traditionell:             | 長白山脈                |
| Vereinfacht:              | 长白山脉                |
| Pinyin:                   | Chángbái Shānmài        |
| Wade-Giles:               | Ch’ang-pai Shan-mai     |
| Koreanische Bezeichnung   |                         |
| koreanisches Alphabet:    | 장백 산맥               |
| chinesische Zeichen:      | 長白山脈                |
| Revidierte Romanisierung: | Jangbaek Sanmaek        |
| McCune-Reischauer:        | Changbaek Sanmaek       |

Der Changbai Shan, koreanisch auch Changbaek San, („ewig-weißes Gebirge“) bezeichnet ein Gebirge im Grenzland zwischen China und Nordkorea.
Das Gebirge breitet sich von den nordöstlichen chinesischen Provinzen Jilin und Liaoning bis zu den nordkoreanischen Provinzen Ryanggang und Chagang aus. Viele Gipfel im Changbai-Gebirge überschreiten die 2000 m-Marke. Der höchste und auch bekannteste Berg des Changbai-Gebirges ist der Paektu San/Baitou Shan mit seinem Himmelssee (Tian Chi). Im Gebirge soll der Legende nach Bukuri Yongson geboren sein, der der Urahn der Nurhaci und der Königsfamilie der Aisin Gioro ist, welcher die Mandschurei und die chinesische Qing-Dynastie begründete.

## Naturschutzgebiet Changbai Shan

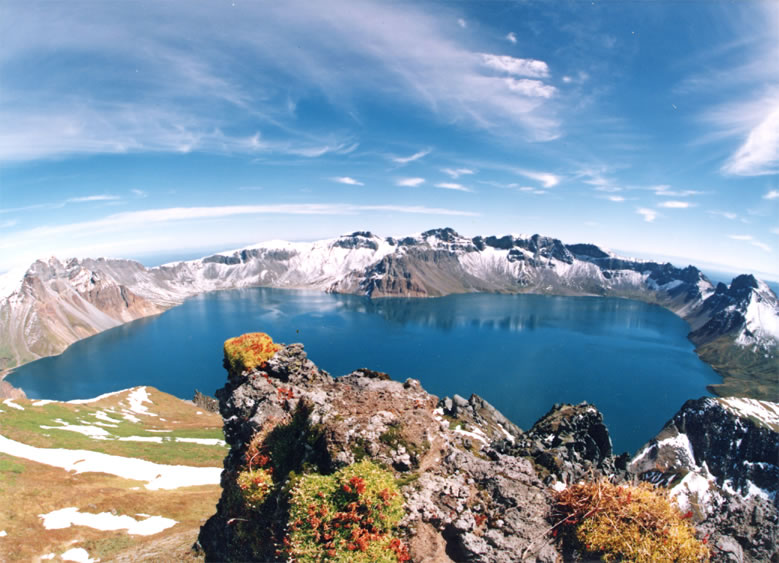
Der Kratersee im Schutzgebiet

Das Naturschutzgebiet Changbai Shan (長白山自然保護區) ist von besonderer Bedeutung für die Erhaltung der Naturregion des Changbai-Gebirges. Das Schutzgebiet liegt in der Provinz Jilin an der Grenze zu Nordkorea und erstreckt sich über eine Fläche von 1900 Quadratkilometern. Im Schutzgebiet liegen besonders ursprüngliche Wälder sowie der Baitou, der höchste Gipfel Nordostchinas. Über 50 Säugetier- und 300 Vogelarten bevölkern das Gebiet. Darunter sind auch sehr seltene Raubkatzen, wie Amurleopard und Amurtiger. Weitere Großsäuger des Reservats sind Braunbär, Luchs, Rothirsch, Sikahirsch, Wildschwein, Goral und Fischotter.